# Orphinus congoanus
Orphinus congoanus is een keversoort uit de familie spektorren (Dermestidae). De wetenschappelijke naam van de soort werd in 1950 gepubliceerd door Maurice Pic.